# Elisabeth Reiff
Elisabeth Reiff (* 16. April 1911 in Mainz; † 2. August 1993) war eine deutsche Kunsthistorikerin. Von 1948 bis 1976 leitete sie das Rheinische Bildarchiv.

## Leben
Elisabeth Reiff wurde in Mainz als Tochter von Luise Reiff (geb. Israel) und deren Mann Clemens, einem Kriegsgerichtsrat, geboren. Sie wuchs in Mainz und Oppenheim auf, wo sie ab 1918 die Schule besuchte. Nachdem die Familie 1921/1922 nach Köln umgesiedelt war, machte sie 1931 an der dortigen Kaiserin-Augusta-Schule ihr Abitur. Sie immatrikulierte sich an der Universität zu Köln, wechselte in den Folgejahren mehrfach den Studienort (Berlin, München) und unternahm Reisen nach Italien. In Frankfurt belegte sie ab 1935 Kunstgeschichte, Archäologie und Germanistik unter anderem bei Albert Erich Brinckmann und promovierte bei diesem 1936/1937 mit einer Arbeit über Anachronistische Elemente in der deutschen Baukunst aus der Zeit von ca. 1650 bis ca. 1680.
Nach einem im Sommer 1938 angetretenen Volontariat beim Schnütgen- und Kunstgewerbemuseum war sie zu Kriegsbeginn mit den ersten Auslagerungsarbeiten der beiden Museen beschäftigt, bevor sie 1941 eine Stelle als wissenschaftliche Assistentin am Kunsthistorischen Institut der Universität Tübingen antrat. Eine Dienstverpflichtung verschlug sie 1943 nach Straßburg, von wo sie im November 1944 vor den einrückenden US-amerikanischen Truppen nach Süddeutschland floh. Ein Versuch, sich im Februar 1945 zu ihrem Doktorvater in Frankfurt durchzuschlagen, misslang.
Sie kehrte erst im November 1946 nach Köln zurück und arbeitete ab Mitte 1947 zunächst mit den rückgeführten Beständen des Schnütgen-Museums in Schloss Alfter, bevor sie eine Stelle beim Kunstgewerbemuseum antrat und dort ebenfalls mit der Inventarisierung der im Krieg – zum Teil von ihr selbst – ausgelagerten Sammlungsobjekte beschäftigt war.
Im August oder September 1948 übernahm Elisabeth Reiff von Joseph Klersch die Leitung des Rheinischen Bildarchivs, das sie buchstäblich in den Ruinen des „Hauses der Rheinischen Heimat“ in Köln-Deutz einrichtete, bis es 1956 zusammen mit dem Kölnischen Stadtmuseum ins Zeughaus übersiedelte. Sie begann ihre Laufbahn mit den im Krieg erhaltenen 50.000 Glasnegativen und 60.000 Fotoabzügen. Unter ihrer Leitung wurde zunächst das – großflächig zerstörte – Köln dokumentiert, ab 1947 ließ sie die Kölner Kunstausstellungen „durchfotografieren“. Neben den eigenen Beständen konnte sie die in den verschiedenen Institutionen verteilten Fotosammlungen in ihrem Archiv konsolidieren – etwa die Bestände des Landes- und Stadtkonservators sowie die Fotos der Dombauverwaltung. Am Ende ihrer Laufbahn betreute das Rheinische Bildarchiv rund 250.000 Aufnahmen. Spezielle Restaurierungskonzepte und -techniken, die sie für alte und gefährdete Negative des Archivs in der eigenen Werkstatt entwickeln und anwenden ließ, wurden unter anderem von Foto Marburg übernommen.
Elisabeth Reiff starb 1993.

## Publikation
- Elisabeth Reiff: Anachronistische Elemente in der deutschen Baukunst aus der Zeit von ca. 1650 bis ca. 1680. Emsdetten (Westf.) 1937 (d-nb.info [abgerufen am 29. Juli 2020]).